# Ahmed al-Dalati
Ahmed Haitham al-Dalati (en arabe : أحمد هيثم الدالاتي), de son nom de guerre Abou Muhammad al-Chami (en arabe : أبو محمد الشامي), né en 1985, est un commandant militaire et homme politique syrien. 
Après avoir occupé le poste de commandant en chef adjoint d'Ahrar al-Cham, il est nommé à la tête du gouvernorat de Qouneitra par le gouvernement de transition syrien le 8 mars 2025, après la chute du régime d'Assad. Le 25 mai 2025, il devient commandant des Forces de sécurité intérieure à Soueïda.

## Biographie

### Jeunesse et études
Ahmed Haitham Al-Dalati naît en 1985 à Kfeir al-Zayt, dans la région de Wadi Barada, qui fait partie du gouvernorat de Rif Dimachq, englobant la périphérie de Damas. Il va à l'école primaire dans sa ville natale, puis au collège et au lycée à Damas. Il obtient finalement une licence en ingénierie de l'Institut technique d'informatique de Damas,.

### Lutte armée contre le régime de Bachar el-Assad
Ahmed Al-Dalati rejoint l'opposition syrienne en 2011, au début de la guerre civile syrienne. Il est membre de Jaych al-Islam, un groupe armé islamiste et nationaliste syrien, dès le début de la guerre. Il ne rejoint pas les groupes successifs d'Ahmed al-Charaa (alors appelé Abou Mohammed al-Joulani). 
Après avoir déménagé dans le nord de la Syrie en 2015, à Idlib, seule région résistant à l'avancée de l'Armée arabe syrienne, il rejoint Ahrar al-Cham, contribuant à son implantation dans les gouvernorats du sud, comme Damas et sa campagne. Début 2016, il est nommé commandant d'Ahrar al-Cham pour la région sud, puis membre du conseil de la Choura du groupe,. Le groupe, qui s'éloigne alors du Front al-Nosra, est vu par les renseignements occidentaux comme « l'avenir de la Syrie post-Assad ».
Cependant, fin 2016, après la perte d'Alep, al-Joulani fonde Hayat Tahrir al-Cham et la plus grande partie des membres d'Ahrar al-Cham le rejoignent. Ahmed al-Dalati reste fidèle à son groupe armé. Il effectue des opérations contre HTC et reçoit le soutien du Millî İstihbarat Teşkilatı (renseignement turc).
Cependant, au cours des années suivantes, Ahrar al-Cham se rapproche finalement d'al-Joulani sans jamais le rejoindre officiellement. En 2020, ils forment Al-Fatah al-Mubin, une chambre d'opérations commune à Idlib et, tandis qu'HTC se consacre à l'administration du gouvernorat d'Idlib, Ahrar al-Cham a plus de latitude pour organiser des opérations militaires. Selon The New Arab (en), Ahmed al-Dalati devient alors « l'une des figures les plus influentes » dans la gestion et la planification des opérations militaires et politiques. 
Le 16 juin 2021, il est nommé commandant en chef adjoint d'Ahrar al-Cham, après la désignation d'Amer al-Cheikh à la tête du mouvement un an auparavant, pour mettre fin à un conflit de leadership entre Jaber Ali Pacha et Hassan Soufan,. Le commandant et son adjoint sont membres de la chambre de planification commune des opérations militaires.
Courant 2024, alors qu'il est devenu un proche allié d'Ahmed al-Charaa, celui-ci lui confie la préparation de l'offensive rebelle qui débute en novembre. Il prend également part à son exécution, notamment en participant à la bataille d'Alep,.

### Après la chute du régime Assad
Après la chute du régime Assad consécutive à cette opération, Ahmed Al-Dalati est nommé gouverneur de Qouneitra le 8 mars 2025, après avoir été gouverneur adjoint du gouvernorat de Rif Dimachq auprès d'Amer al-Cheikh,. Il remplace Tony Aziz Hanna, nommé par Bachar el-Assad en octobre 2024. Le 25 mai 2025, il devient le commandant des Forces de sécurité intérieure dans le gouvernorat de Soueïda, dans le cadre d'une restructuration organisationnelle plus large du ministère syrien de l'Intérieur.
Selon Reuters qui s'appuie sur des sources syriennes et occidentales, à la fin mai 2025, Ahmed al-Dalati a entretenu des liens diplomatiques avec Israël. Intelligence Online précise que l'objectif de ces contacts « réguliers et nourris » est d'apaiser les tensions dans le sud de la Syrie, certaines se déroulant jusqu'en Azerbaïdjan, en terrain neutre. Interrogé par la chaîne d'information officielle Syrian News Channel, Ahmed al-Dalati nie ces révélations,.
Il est également apprécié des agents de renseignement occidentaux comme des responsables locaux, qui se félicitent de son charisme, de ses compétences stratégiques et lui promettent « un grand avenir ».